# 555 (numéro de téléphone)
Aux États-Unis et au Canada, les numéros de téléphones avec le préfixe 555 ne sont pas historiquement attribués et sont largement utilisés dans les fictions, télévisuelles, cinématographiques, et même dans les textes de chansons ou les bandes dessinées. Ce choix a été fait afin que personne de la vie réelle ne soit dérangé si son vrai numéro apparaît à l'écran.
Depuis, des préfixes ont été ajoutés aux numéros de téléphones face à l'augmentation du nombre d'abonnements. Toutefois, les numéros finissant par des chiffres précédés du préfixe 555- sont globalement non attribués.
Dans le film Last Action Hero, le personnage de Dany Madigan fait remarquer à John Slater (incarné par Arnold Schwarzenegger) que tous les numéros de téléphone commencent par 555 dans les films. Il enchaîne en affirmant que c'est impossible en pratique, car il y a plus de 9 999 habitants en Amérique du Nord[pas clair] (commettant une légère erreur car, de 0000 à 9999, il y a 10 000 numéros).
Dans les jeux vidéos, notamment GTA 5 (Grand Theft Auto 5) utilisant le roleplay (jeu de rôle) les joueurs utilisent des numéros basées sur l'indicatif 555- pour communiquer entre eux sur le serveur. Les streamers les plus connus de ce type de format sont Aminematue, MinosTV, RebeuDeter, JL Tomy.
Tous les numéros en 555 ne sont pas des numéros fictifs. Par exemple, le 555-1212 est un numéro d'annuaire aux États-Unis et au Canada depuis 1973. En pratique, seuls les numéros compris entre 555-0100 et 555-0199 devraient expressément être utilisés par les œuvres de fictions. Mais les 555-2368, 555-1000 ou encore 555-3298 sont très souvent utilisés. Sans oublier certains 555 signifiants, tels 555-LOVE, ou 555-HAIR.

## Les 555 fictifs
- 555-0001, numéro de téléphone de Simon Peter Gruber dans Die Hard : Une journée en enfer.
- 555-0123, numéro de téléphone de Dieu dans Bruce tout-puissant ; lors de sa sortie en salle, le numéro affiché était "776-2323", mais il a été remplacé lors de sa sortie en VHS et DVD.
- 555-0125, numéro d’une conquête de Jackson dans Hannah Montana.
- 555-0164, numéro de téléphone de Chloé dans Smallville.
- 555-198, numéro de téléphone du président de Paldonia, pays fictif supposé être celui du Paraguay, dans le film Freelance.
- 555-2231, numéro de téléphone de la vidéothèque dans Last Action Hero.
- 555-2368, numéro de téléphone de « SOS Fantômes » dans le film du même nom.
- 555-3478, numéro de téléphone de la vendeuse blonde du magasin de films dans le film Last Action Hero.
- 555-4202, numéro de téléphone du service client télécoms dans le film Hackers.
- 555-4823, numéro de téléphone de la grand-mère de Jennifer dans Retour vers le futur.
- (514) 555-5594, numéro de téléphone de David Bouchard dans Bon Cop, Bad Cop.
- Dans le jeu vidéo Spy Fox : Opération Milkshake, Spy Fox doit composer un numéro de téléphone commençant par 555 pour contacter Capucine Génie.
- 555-0198, dans la série Monk, saison 3, Monk dans le noir, la déléguée aux relations publiques donne son numéro de téléphone.